# Роберт Левандовски
Роберт Левандовски (пољ. Robert Lewandowski; 21. август 1988) пољски је фудбалер. Рођен је у Варшави. Игра за шпански клуб Барселону на позицији нападача. За сениорску репрезентацију Пољске игра од 2008. године и први је нападач тима. Био је у саставу пољске репрезентације и постигао гол на отварању Европског првенства 2012. године, када се Пољска састала са Грчком.

## Почетак
Као мали Роберт је већ показивао свој таленат и хтио је да игра за Легију, али је био превише млад. Због тога, његов отац га је повео у Варсовију. Роберт је почео да игра фудбал у Спортском центру Полонија Варшава. Његов тренер, који га је тренирао све до сениорског дијела каријере, био је Марек Сивецки.

## Сениор
Као сениор хтио је да игра за Полонију Варшаву, али Црне Кошуље нису биле заинтересоване за њега, па је прешао у Делта Варшаву. У четворолигашким мечевима постигао је 4 гола. Ускоро му се сан остварио, постао је играч Легије, али је био резерва.
Послије тога остао је без клуба. Али онда је отишао у ФК Знич и постигао чак 15 голова у трећелигашким мечевима и потом чак 21 гол у друголигашким. ФК Лех Познањ, ФК Висла Краков и ФК Легија Варшава су хтјели да пређе код њих.

### Роберт у Познању
Роберту је менаџер предложио да оде у ФК Лех Познањ, и тако је и било. Са својим новим клубом Левандовски је постигао свој први гол у дебитантским мечевима. У првој сезони у дресу Познања дао је чак двадесет голова(14 у прволигашким мечевима, 2 у купу и 4 у УЕФА купу. Такође је постигао и свој први гол као репрезентативац против Сан Марина. У другој сезони постигао је 18 голова у Екстракласи и још једном добио титулу играча са највише голова. Такође је и освоји Екстракласу са Лехом. Послије те сезоне су му долазиле разне понуде, а највећа му је стигла од Борусије Дортмунд. Борусија је платила највећу цијену икад плаћену неком пољском клубу.

### Борусија Дортмунд
Роберт је у Борусији показивао своје вјештине и помагао им да освоје Бундес лигу. Научио је и њемачки језик и њихову културу. У својој другој сезони Левандовски постаје најбољи нападач у Бундес лиги и трећи голгетер у лиги по броју датих голова. Помагао је и Борусији да добије дуплу круну и био је предложен за најбољег играча у лиги. Велики европски клубови хтјели су да га купе, али он је остао. Сезону је завршио успјешно играјући за национални тим на Европском првенству. у Лиги шампиона се такође показао као одличан играч, постижући гол у групној фази против Реала. Врхунац у сезони Лиге Шампиона достигао је у полуфиналу када је постигао невјероватна 4 гола против Реал Мадрида.

### Бајерн Минхен
У новембру 2013. године Левандовски је објавио договор о преласку у редове најтрофејнијег немачког клуба минхенски Бајерн. Предуговор о петогодишњем уговору са Баварцима потписан је 3. јануара 2014. али је остао до краја сезоне у Дортмунду чекајући истек уговора са Борусијом. Као нова "деветка" Бајерна Левандовски је званично представљен 9. јула 2014. године.

### Барселона
У јулу 2022. године Левандовски и  Барселона су објавили договор о преласку у редове Каталонаца. Цена трансфера је 50 милиона евра. Уговор је потписан на 3 године са опцијом продужавања на још годину дана.

## Трофеји

### Лех
- Првенство Пољске (1) : 2009/10.
- Куп Пољске (1) : 2008/09.
- Суперкуп Пољске (1) : 2009.

### Борусија Дортмунд
- Првенство Немачке (2) : 2010/11, 2011/12.
- Куп Немачке (1) : 2011/12.
- Суперкуп Немачке (1) : 2013.
- Телеком куп Немачке (1) : 2011.
- Лига шампиона : финале 2012/13.

### Бајерн Минхен
- Првенство Немачке (8) : 2014/15, 2015/16, 2016/17, 2017/18, 2018/19, 2019/20, 2020/21, 2021/22.
- Куп Немачке (3) : 2015/16, 2018/19, 2019/20.
- Суперкуп Немачке (5) : 2016, 2017, 2018, 2020, 2021.
- Лига шампиона (1): 2019/20.
- УЕФА суперкуп (1) : 2020.
- Светско клупско првенство (1) : 2020.

### Барселона
- Првенство Шпаније (2) : 2022/23, 2024/25.
- Куп Шпаније (1) : 2024/25.
- Суперкуп Шпаније (2) : 2023, 2025.